# Калинцев, Александр Петрович
Александр Петрович Калинцев (5 июня 1927, Выкса, Нижегородская губерния — 30 мая 1996, Новосибирск) — советский и российский работник промышленности, директор Новосибирского металлургического завода (1970—1987).

## Биография
Родился 5 июня 1927 года в Выксе Нижегородской губернии. Из семьи рабочих. Окончив в 1943 году ремесленное училище, устроился электрослесарем на Выксунский металлургический завод.
В 1950 году окончил индустриально-металлургический техникум, после чего отправлен на Новосибирский металлургический завод (помощник мастера в цехе горячей прокатки, начальник смены, заместитель начальника цеха). В 1961 году получил диплом Всесоюзного заочного политехнического института. В 1962 году стал заместителем главного инженера по новой технике. С 1963 по 1967 год избирался в секретари заводского парткома. Работал главным инженером. В 1970—1987 годах — директор предприятия.
Под его руководством на Новосибирском металлургическом заводе был завершён ввод нового трубоволочильного цеха, освоены новые виды продукции (включая товары народного потреблебния).
Депутат Ленинского районного совета Новосибирска.
Похоронен на Заельцовском кладбище Новосибирска (квартал 70).

## Награды
В 1966 году удостоен ордена Трудового Красного Знамени.